# ダイハツ・リーザ
リーザ（Leeza）は、ダイハツ工業がかつて製造、販売していたクーペ型の軽自動車（スペシャルティカー）である。

## 概要
当時軽スペシャルティー市場で独走していたスズキ・セルボへの対抗モデルとして、1986年（昭和61年）に「エアロ・ヘミサイクル（Aero Hemicycle）」をキャッチフレーズに登場。ボディ形状は3ドアハッチバック。後にオープンカーのスパイダーも追加された。エンジン、シャシなどの基本コンポーネントは前年にモデルチェンジしたミラ/クオーレと共用としたが、ボディを実質的に2シーターのクーペスタイルとしたことによってパーソナルユースに的を絞った。セルボと同じくターゲットは若い女性としていた。CMイメージキャラクターには早見優・上田浩恵を起用。
ベースとなったミラから全高を80 mm低め、ホイールベースを120 mm短縮している。『脱・実用車』をアピールポイントとし、室内は前席優先のレイアウトを採る一方、軽ボンネットバンとして登録できるように一定の荷室床面積を確保するためリアシートは極限まで狭められたが、ドライバーの着座位置が前輪から遠ざかることで、前席足元の広さとドライビングポジションは小型車のシャレードに迫るものとなった。また、軽自動車初の全フルトリム（内張り）内装とするなど、質感を高めていた。
発売当初はセダン（実質的にはクーペ）とバン（4ナンバー）の大きく分けて2通りのタイプを用意し、セダンは後席にリクライニング機構を設ける一方、バンにはターボ仕様が設定される。当初の主力はバンであり、セダンは一部改良時にカタログから落とされたが、後に特別仕様車で復活。1990年（平成2年）の軽規格変更以降はセダンのみに絞られた。
1992年（平成4年）1月、後継モデルのオプティが登場した後も生産・販売が続けられたが、翌1993年（平成5年）に販売終了した。

## 初代 L100/111型 （1986年 - 1993年）
- 1986年（昭和61年）12月 - 販売開始（L100S、L100V）。当初はセダン（乗用5ナンバー）とバン（商用4ナンバー）の二本立て。
- 1989年（平成元年）1月 - マイナーチェンジ。ノンターボ車はカラードバンパー・サイドストライプを標準装備し、3速ATを追加。またXをベースに専用ホイールキャップおよびフルファブリックシート・カラードドアミラー・エアコン・AM/FM付ハイファイステレオを装備した特別仕様車ChaCha（チャチャ）を追加。ターボモデルは従来のZを廃止し、エアロパーツ・バケットシート・3本スポークステアリングを装備した、キャブレター式ターボのTR-ZZ（ティーアール ダブルゼット）・EFIターボのTR-ZZ EFIを追加。
- 1989年（平成元年）4月 - 乗用モデルの販売を一時中止。
- 1989年（平成元年）10月 - 特別仕様車ケンドーン、クラブスポーツ追加。セダンのケンドーンSも設定され、セダンが復活した。
- 1990年（平成2年）8月 - マイナーチェンジ（L111S）。ミラのフルモデルチェンジ、ハイゼット/アトレーの新規格化対応のためリーザの対応が遅れ、しばらくの間550 ccの旧規格で販売されていたが、半年後にようやく新規格化。ボディは550 cc（L100）時代と同じだが、エンジンおよび駆動系統は3代目ミラ（L200）と共通で、前後バンパー形状も変更され（いわゆるバンパーの大型化）、全長が約100 mm延長された。軽自動車の規格変更が行われると共に、それ以前の物品税の廃止や消費税の導入などによって、軽ボンネットバンの税制面でのメリットが大幅に消失したため、リーザは全車セダンへと変更する。また、大幅な車種整理が行われ、廉価モデルのR・スポーティーグレードのOXY（オキシー）・女性向けモデルのChaCha（チャチャ）の三車種のみとなる。
- 1991年（平成3年）1月 - ターボ車のOXY-R追加。エンジンはEF-JL型を搭載（L200SミラTR-XXと共通）、5速MTと3速ATの設定でビスカスLSDが標準装備される。
- 1991年11月 - スパイダー追加。詳細はダイハツ・リーザスパイダーを参照。
- 1991年12月[1] - 生産終了。在庫対応分のみの販売となる。
- 1992年1月 - 後継モデルでもあるオプティ登場。
- 1993年8月[2] - 販売終了。

## 車名の由来
- リーザはモナ・リザのように、との願いを込めて付けられた。